# Municipio de Fall Creek (Illinois)
El municipio de Fall Creek (en inglés: Fall Creek Township) es un municipio ubicado en el condado de Adams en el estado estadounidense de Illinois. En el año 2010 tenía una población de 529 habitantes y una densidad poblacional de 5,26 personas por km².

## Geografía
El municipio de Fall Creek se encuentra ubicado en las coordenadas 39°48′34″N 91°19′15″O / 39.80944, -91.32083. Según la Oficina del Censo de los Estados Unidos, el municipio tiene una superficie total de 100.57 km², de la cual 94,35 km² corresponden a tierra firme y (6,18 %) 6,21 km² es agua.

## Demografía
Según el censo de 2010, había 529 personas residiendo en el municipio de Fall Creek. La densidad de población era de 5,26 hab./km². De los 529 habitantes, el municipio de Fall Creek estaba compuesto por el 98,68 % blancos, el 0,38 % eran afroamericanos, el 0,38 % eran asiáticos, el 0,38 % eran de otras razas y el 0,19 % eran de una mezcla de razas. Del total de la población el 1,13 % eran hispanos o latinos de cualquier raza.